# Capacité d'échange cationique
Pour les articles homonymes, voir CEC.

Échange de cations à la surface d'une particule du sol.

La capacité d'échange cationique (CEC ou T pour capacité Totale d'échange) d'un sol est la quantité de cations que celui-ci peut retenir sur son complexe adsorbant à un pH donné.
La CEC est utilisée comme mesure de la fertilité d'un sol en indiquant la capacité de rétention des éléments nutritifs d'un sol donné.
La CEC correspond donc au nombre de sites négatifs proposés à l'adsorption par l'argile et la matière organique du sol (en) (MOS). Chaque sol a une CEC bien précise qui correspond à la quantité de cations qu'il peut fixer, à un pH donné. Ces cations peuvent être des acides faibles ou des acides forts (H3O+ notamment). Il est préférable que ce soient des acides faibles qui occupent les sites de fixation : Ca2+, Mg2+, K+, NH4+ car ceux-ci sont les plus intéressants d'un point de vue nutritif pour la plante... Plus le sol est riche en argile et matière organique, plus sa CEC est importante.
La CEC est fortement liée au rapport C/N et au pH du sol.

## Unité de mesure
L’unité de la CEC est la mole (p+) kg−1 et la mole (e−) kg−1.

## Taux de saturation du complexe argilo-humique
Le rapport S/T donne en % le taux de saturation du sol qui représente la proportion relative des charges négatives occupées par des cations alcalins et alcalino-terreux (S pour Somme des bases échangeables) par rapport à la somme totale T. Tous les sites de fixation des argiles et des humus du sol sont pourvus, la CEC est toujours saturée. Le taux de saturation sous-entend en fait la proportion de cations acides faibles sur l'ensemble de la CEC du sol. Exemple : Une valeur de 5 % fréquente, par exemple, dans les sols ferrallitiques signifie que le complexe est saturé à 5 % par des cations acides faibles, les autres sites étant occupés par des cations acides forts. On estime généralement qu'un taux de saturation du sol de 80 % minimum indique des réserves calciques suffisantes. Un TS suffisant n'assure pas toujours une stabilité absolue du pH, notamment sur les sols à faible pouvoir tampon. C'est pourquoi on pratique parfois la technique du chaulage.

## pH
La capacité d'échange cationique exprime également la capacité d'un sol à résister aux changements de pH (capacité tampon) et est fortement reliée à sa composition (sol minéral à CEC généralement faible ou sol organique à CEC souvent élevée).

## Utilisation
Cette mesure est utilisée en agronomie ou dans les sciences traitant du sol (la pédologie par exemple).
La capacité d’échange cationique est reliée à la somme des bases échangeables par le taux de saturation du sol.

## Exemples de CEC
À titre indicatif, voici quelques exemples de capacité d'échange :
- Kaolinite : 30 à 150 mmol/kg
- Smectite : 800 à 1500 mmol/kg
- Illite : 100 à 400 mmol/kg
- Vermiculite : 1000 à 1500 mmol/kg
- Chlorite : 100 à 400 mmol/kg
- Attapulgite, palygorskite : 3 à 15 mmol/kg
- Matière organique : variable ; une étude mentionne 3000 mmol par kg de carbone organique, soit 1740 mmol par kg de matière organique[3].
- Tourbe blonde[4] : 1000 à 1500 mmol/kg